# Hymenaster gracilis
Hymenaster gracilis är en sjöstjärneart som beskrevs av Ludwig 1905. Hymenaster gracilis ingår i släktet Hymenaster och familjen knubbsjöstjärnor. Inga underarter finns listade i Catalogue of Life.